# حلوصی بهجت
حلوصی بهجت (به ترکی استانبولی: Hulusi Behçet)؛ استانبول، زاده ۲۰ فوریه ۱۸۸۹ – درگذشته ۸ مارس ۱۹۴۸)، درماتولوژیست و دانشمند ترک بود. در سال ۱۹۳۷ بیماری التهاب رگ خونی را تشریح کرد، که به نام او بیماری بهجت نامیده شده است.

## زندگی اولیه
از پدر و مادر ترک زاده شد، از آنجایی که پدرش در امپراتوری عثمانی مقام رسمی داشت به دمشق مهاجرت کردند واو دوران اولیه کودکی‌اش را در آنجا گذراند بعدها مادرش را در اثر بیماری از دست داد.

## کار حرفه‌ای

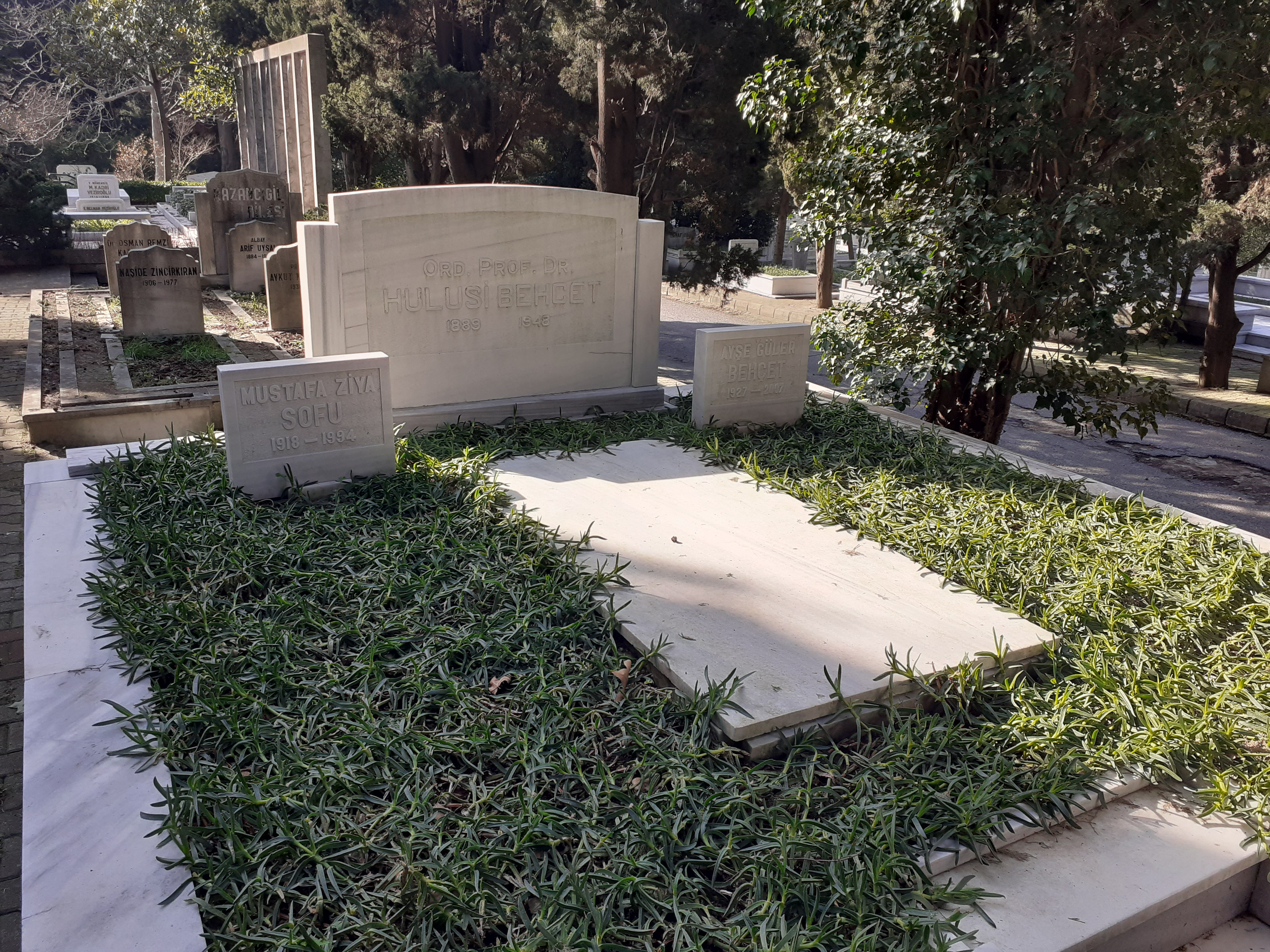
مقبره حلوصی بهجت

در طی جنگ جهانی اول (۱۹۱۸–۱۹۱۴)، در یک بیمارستان نظامی در ادرنه به عنوان متخصص پوست و بیماریهای آمیزشی خدمت کرد و به معاونت رئیس بیمارستان منصوب شد. پس از جنگ، بین سالهای ۱۹۱۸ و ۱۹۱۹ برای افزایش دانش پزشکی خود ابتدا به بوداپست، مجارستان و سپس به برلین، آلمان رفت. در آنجا فرصت ملاقات تعدادی از همکاران مشهورش را بدست آورد. بعد از بازگشت به ترکیه مطب شخصی‌اش را باز کرد. در سال ۱۹۲۳ به عنوان سر پزشک بیماریهای آمیزشی بیمارستان هاسکوی (Hasköy) در شاخ طلایی در استانبول منصوب شد. کمی بعد، به بیمارستان غربا، که الان بخشی از مدرسه پزشکی دانشگاه استانبول است، نقل مکان کرد. زمانی که در دانشگاه تدریس می‌کرد، به کار در مطب خصوصی‌اش هم ادامه داد.
در سال ۱۹۲۳، با رفیکا داواز (Refika Davaz) دختر یک دیپلمات مشور ازدواج کرد. آنها یک دختر داشتند.

## کارهای علمی
در سال ۱۹۳۳، دانشگاه استانبول، از دارالفنون قدیمی منشعب شد. در طی این دوره اصلاحات، بهجت بخش پوست و بیماریهای آمیزشی را تأسیس کرد. کنجکاوی وی برای پژوهش، نوشتن و بحث از ویژگی‌های فکری او بودند. از همان اوایل کار حرفه‌ای حضورش در کنگره‌های ملی و بین‌المللی با مقالات ابتکاری آشکار بود، و مقالات زیادی را در کشورش و خارج منتشر می‌کرد. زمانی آسیب‌شناس مشهور آلمانی شوارتز او را «دانشمندی نامید که همه جا شناخته شده است، الا در کشورش» و اضافه کرد «شما هرگز او را در ترکیه پیدا نمی‌کنید به خاطر اینکه همیشه برای شناساندن یافته‌هایش در خارج است.» او برای آموزش نسل جدید مقالات زیادی را به زبان ترکی ترجمه کرد، وی برای بررسی در محافل بین‌المللی و ارتباط با کشورهای دوردستی مثل کره گزارشهایی از بیماریهای جدید را منتشر کرد.
از سال ۱۹۲۲ وی به موضوع سیفیلیس علاقه‌مند شده و مقالات زیادی را در مورد تشخیص پزشکی، دارودرمانی، ویژگی‌های ارثی ،سرم‌شناسی و جنبه‌های اجتماعی آن منتشر کرد. لیشمانیاز بیماری دیگری بود که بهجت از سال ۱۹۲۳ روی آن کار کرد. وی مقالات زیادی در مورد این بیماری نوشته و موفق به درمان آن با اشعه حرارتی شد.